# Valore
Valore er en landsby i Køge Kommune (tidligere Skovbo Kommune), beliggende midt i mellem Ejby, Viby Sjælland og Borup. Egnens historie går tilbage til bondestenalderen ca. 3500 år f.Kr. Området er stort set det eneste område på Sjælland, som ikke var underlagt en lensmand eller en herremand i middelalderen. Området tilhørte i stedet Københavns Universitet, og bønderne i området skulle derfor betale en del af deres udbytte til universitetet, således at underviserne kunne få mad mm. Indtil 1970' havde Valore udover landbrugene en landhandel med benzinpumpe, en skomager, en smedje, et vandværk og en skole. I dag er det en hyggelig lille landsby med 14 husstande indenfor byskiltene.
Navnet er sammensat af det gamle danske ord for slagmark; val og det gamle danske ord for overdrev; ore. I Otto Kalkar: Ordbog til det ældre danske sprog (1300-1700) bliver ordet val brugt i forbindelse med begravelse af døde, f.eks. Valbakke, der betyder gravhøj og Valbrønd, der betyder fællesgrav. I området findes resterne af flere fortidsminder, bl.a. langdysser. En af dem lå lige udenfor Valore i retning mod Viby Sjælland. Valore kan derfor ved hjælp af disse kilder oversættes til: Overdrevet hvor de døde blev begravet.
Resterne af en hovedgård med voldanlæg fra middelalderen med navnet Farebæksholm kan findes sydøst for byen.
På matrikelkortet fra 1682 er der 10 gårde og 0 huse i Valore og dette var uændret i begyndelsen af det 1800-århundrede. Gårdene lå inde i byen og jordlodderne strålede ud fra byen, som lagkagestykker.
I 1797 blev området underlagt en jordreform, og de fleste af de gårde, der tidligere lå i Valore By blev derfor i årene efter 1820 flyttet ud på den beliggenhed, hvor ejendommen havde fået tildelt jord. Ved udflytningen blev Valore moses matrikulære opdeling ikke ændret, så alle gårdene kunne fortsat hente træ og tørv til opvarmning i mosen. Først i årene efter 1820, kom der flere gårde og huse i Valore.
Smedjen, Kirsebærhus, blev således også flyttet ud af byen. Kirsebærhus blev flyttet længst mod øst og havde derefter beliggenhed op mod skellet til området ved Ørsted. Kirsebærhus er i dag beliggende på Åbakkevej, som i tidernes morgen gik i lige linje fra Valore by til Ørsted. Der gik dog ikke mange år før der igen var en smedje i Valore.
Sydvest for Valore ligger Valore mose, der på grund af sin enestående natur, blev fredet i 1997. Tørv og træ fra mosen var en vigtig energikilde for Valores beboere i gamle dage.
Nordøst for Valore, i krydset Valorevej/Hestehavevej lå Valore skole, hvor børnene fra Valore, Valore Huse og Valore Hestehave gik i skole sammen med børn fra Truelstrup og Ladager.

I Valores centrum, hvor Valorevej og Hejnedevej mødes, blev der i 1951 opført et lille anlæg omkring 5. maj stenen, der var blevet rejst i 1946, på det samme sted hvor byens fællesbrønd tidligere var placeret. Inskriptionen på stenen lyder: Tal, mindevogter fra oldtids mørke, dit stille sprog i vor dag med styrke. Bladet i verden sig vender, under usynlige hænder. 5.maj 1945. Den daværende lærer på Valore Skole, Lars Nielsen, var primus motor for projektet og samtidig var han den, som forfattede teksten.
55°30′26.0093″N 12°2′2.4036″Ø / 55.507224806°N 12.034001000°Ø